# Dieudonné M’Sanda Tsinda-Hata
Dieudonné M’Sanda Tsinda-Hata (* 25. Juli 1935 in Mufutufutu, Belgisch Kongo; † 24. Oktober 2001 in Brüssel, Belgien) war ein kongolesischer Geistlicher und römisch-katholischer Bischof von Kenge.

## Leben
Dieudonné M’Sanda Tsinda-Hata empfing am 23. Juli 1961 das Sakrament der Priesterweihe für die Apostolische Präfektur Kenge. Später war er als Rektor des Kleinen Seminars in Kenge tätig.
Am 25. April 1974 ernannte ihn Papst Paul VI. zum Bischof von Kenge. Paul VI. spendete ihm am 30. Juni desselben Jahres im Petersdom in Rom die Bischofsweihe; Mitkonsekratoren waren der Substitut im Staatssekretariat des Heiligen Stuhls, Kurienerzbischof Giovanni Benelli, und der beigeordnete Sekretär der Kongregation für die Evangelisierung der Völker, Kurienerzbischof Duraisamy Simon Lourdusamy. Sein Wahlspruch Ut diligatis invicem („Dass ihr einander liebt“) stammt aus Joh 15,17 . In der Bischofskonferenz von Zaire war M’Sanda Tsinda-Hata Vorsitzender der Kommission für die Entwicklungshilfe.
Papst Johannes Paul II. nahm am 1. Juni 1999 das von Dieudonné M’Sanda Tsinda-Hata vorgebrachte Rücktrittsgesuch an.